# Touring Club Italiano
Il Touring Club Italiano (TCI) è una fondazione senza scopo di lucro con finalità di valorizzazione e tutela del patrimonio ambientale, artistico e culturale italiano, che promuove il turismo ecosostenibile e la pratica del volontariato diffuso.
Si distingue, nel corso della sua storia ultracentenaria, per l'impegno nello «sviluppo del turismo, inteso anche quale mezzo di conoscenza di paesi e culture, e di reciproca comprensione e rispetto fra i popoli. In particolare il TCI intende collaborare alla tutela ed alla educazione a un corretto godimento del patrimonio italiano di storia, d’arte e di natura, che considera nel suo complesso bene insostituibile da trasmettere alle generazioni future».
Venne fondato nel 1894 a Milano col nome di Touring Club Ciclistico Italiano (TCCI) da un gruppo di 57 ciclisti, tra cui Federico Johnson, che apparteneva al Veloce Club Milano e che fu il primo direttore del TCI. Tra i fondatori ci fu anche Luigi Vittorio Bertarelli, che ne divenne presidente nel 1919. L'intento originario del TCI era la diffusione della bicicletta, vista come nuovo mezzo alla portata di tutti, simbolo di modernità e motore di diffusione del turismo in tutta la penisola.

## Storia

Ciclisti sardi sulla vetta del Monte Ortobene, Convegno regionale sardo dei soci del Touring Club Italiano, 25-26 Aprile 1903.

Libero da qualsiasi legame politico-religioso, il Touring si impegna subito in un'attività di miglioramento e sviluppo concreto delle strade, indispensabili arterie per intraprendere qualsiasi viaggio in una nazione formatasi poco più di 30 anni prima. Piste ciclabili, installazione di cassette mediche e di primo soccorso sulle vie principali, cartellonistica e abbellimento delle stazioni ferroviarie sono solo alcuni dei tantissimi segni lasciati dal TCI in questo primo periodo di storia italiana.
Con gli inizi del nuovo secolo la comparsa dell'automobile allarga notevolmente il raggio d'azione: le iniziative si moltiplicano, l'impegno nella valorizzazione dell'ambiente urbano e naturale si arricchisce, e il Touring Club presenta proposte di istituzione di Parchi Nazionali, progetti di rimboschimento, soluzioni ai nuovi problemi posti dalla viabilità, e con un'intensa attività di sensibilizzazione delle classi politiche, unita a una profonda opera di educazione nei confronti degli italiani, mette in evidenza un interesse generale verso il benessere del Paese e non più solo finalità turistiche.
Guide, manuali e carte geografiche del Touring nel frattempo si diffondono ovunque, a dimostrazione dell'importanza che la divulgazione delle conoscenze artistiche e culturali, unite alla valorizzazione e alla scoperta dell'Italia, ricoprono per l'associazione. Con il tempo il TCI accresce le sue iniziative facendosi sempre più promotore della scoperta delle bellezze più nascoste e meno conosciute d'Italia, anche al fine di regolarizzare i flussi del turismo di massa indirizzati quasi esclusivamente nelle città più grandi e sovraffollate.
Attività di consulenza e proposta di piani di sviluppo locale, formazione, studi e ricerche, ma anche organizzazione di viaggi in tutto il mondo e apertura di villaggi turistici rafforzano il ruolo del Touring nel panorama turistico nazionale e internazionale, andandosi oggi ad affiancare alla presenza e alle attività da sempre promosse sul territorio, oltre al già affermato settore editoriale.

### Date fondamentali

#### 1894-1918
- 1894 - Un gruppo di ciclisti fonda a Milano il "Touring club ciclistico italiano". L'associazione assumerà nel 1900 l'attuale nome di Touring Club Italiano, che manterrà fino ad oggi con l'eccezione del periodo tra il 1937 e il 1945, durante il quale si chiamò Consociazione turistica italiana[7]. Il Touring Club inizia la sua opera a favore dell'abbellimento delle stazioni ferroviarie.
- 1895 - Esce la prima guida turistica pubblicata dal Touring Club Italiano. Il Touring Club propone le prime piste ciclabili. Inizia l'installazione di cassette di riparazione e borse di soccorso medico sulle strade destinate ai ciclisti ad opera del Touring.
- 1897 - Il Touring Club Italiano inizia l'opera di diffusione ed impianto della cartellonistica stradale.
- 1905 - Il Touring Club favorisce e partecipa alla fondazione dell'ACI, l'Automobile Club d'Italia.
- 1908 - Il Touring Club contribuisce all'organizzazione del Corpo nazionale volontari ciclisti automobilisti (VCA), nel quale molti suoi iscritti presteranno servizio durante la Grande Guerra.
- 1909 - Il Touring Club promuove azioni per il rimboschimento, la conservazione dei pascoli e la regolazione delle acque montane.
- 1911 - Assegnazione della "Coppa Olimpica", istituita dal Barone Pierre de Coubertin nel 1906.
- 1912 - La legislazione sulla circolazione accoglie molte proposte del Touring Club Italiano.
- 1914 - Esce la Carta d'Italia 1:250.000 del Touring, la prima in Italia a fini esclusivamente turistici. Fino a questa data la tessera del Touring Club è sufficiente per varcare molte frontiere. Escono i primi volumi della Guida d'Italia TCI.
- 1915 - A novembre viene inaugurata la nuova sede di Corso Italia[8], grazie anche all'apporto economico di 4681 Soci fondatori.
- 1917 - A settembre esce il primo numero della rivista "Le Vie d'Italia".[9]

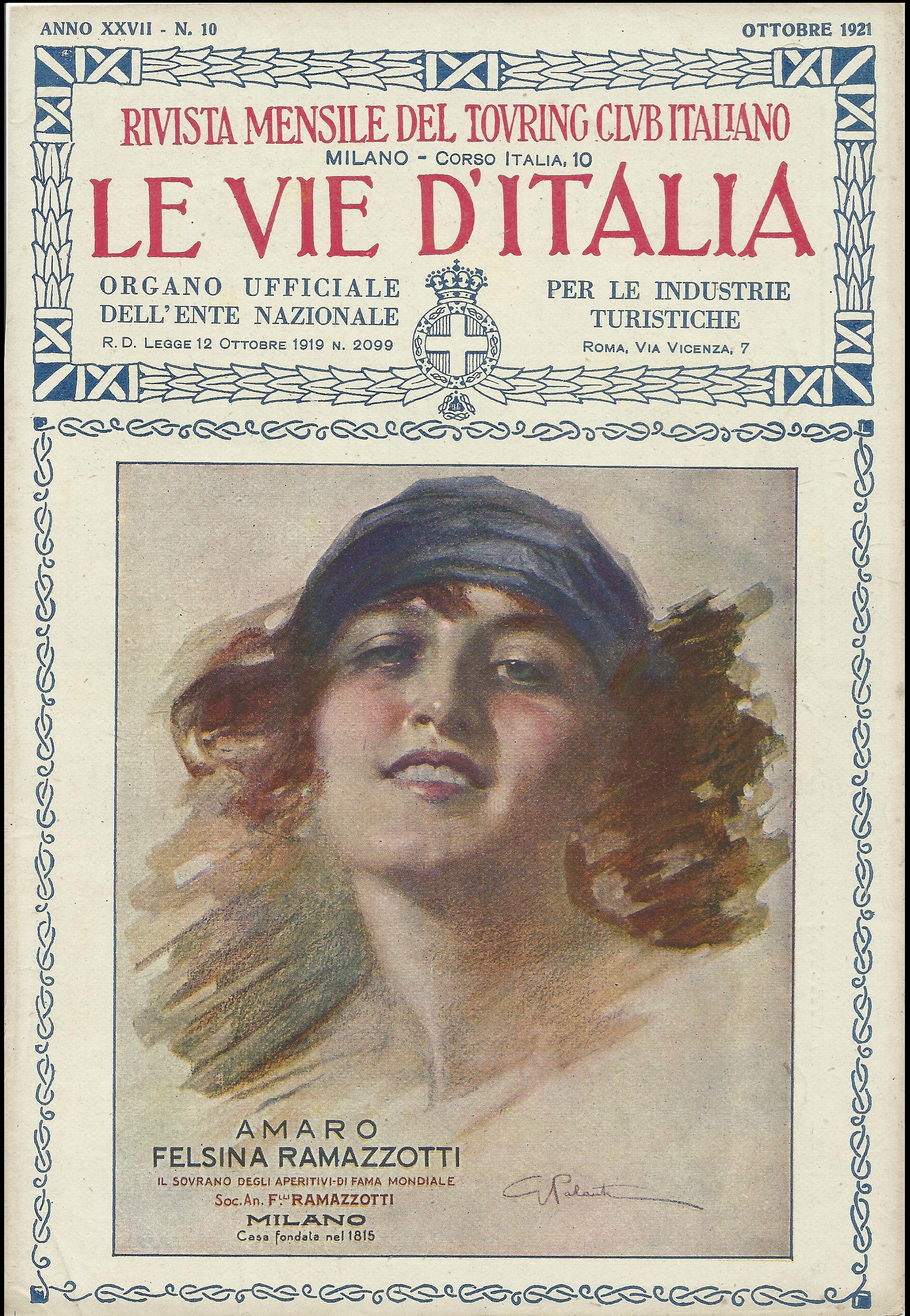
Le Vie d'Italia, numero di ottobre 1921.

#### 1919-1945
- 1919 - Il Touring Club Italiano propone l'istituzione di diversi nuovi parchi nazionali. Nasce l'ENIT, Ente Nazionale Italiano per il Turismo[10], fortemente promosso e voluto dal Touring Club Italiano.
- 1922 - Il Touring Club pubblica la prima Guida d'Italia per stranieri.
- 1924 - Il Touring Club Italiano inizia i suoi studi per la realizzazione della prima autostrada europea, la Milano-Laghi.
- 1927 - Il Touring Club pubblica la prima edizione dell'Atlante Internazionale.
- 1932 - Il Touring Club diviene membro permanente della "Consulta per la tutela delle Belle Arti".
- 1937 - Il Touring Club completa il corredo cartografico per i 35 volumi dell'Enciclopedia Italiana. Inizia la pubblicazione de "Le Vie del Mondo".
- 1937 - A seguito della campagna di italianizzazione dei nomi stranieri, la denominazione del Touring Club Italiano (TCI) viene modificata in Consociazione Turistica Italiana (CTI)[7].
- 1945 - Nasce l'Associazione Alberghi per la Gioventù con concreta adesione del Touring Club. Il TCI crea, con una propria stazione radio, un ufficio di ricerche per dispersi in guerra.

#### 1946-1991
- 1949 - Il Touring Club porta avanti un'assidua campagna per la sollecita riapertura dei musei.
- 1954 - Il Touring inizia la sua opera a favore del diffondersi dell'esercizio dei campeggi in Italia.
- 1964 - Il Touring Club inizia importanti battaglie come quella per lo sviluppo turistico del Sud, quella contro il turismo-invasione della vacanza come rito di massa e quella a favore delle città pulite, contro l'inquinamento e i rumori.
- 1967 - Per iniziativa della Lega Navale Italiana e del Touring Club viene fondato il Centro Velico Caprera[11], il cui scopo è la diffusione delle tradizioni della Marineria Italiana.
- 1971 - Esce il primo numero del mensile QuiTouring, inviato a tutti i soci e fino alla cessazione delle pubblicazioni (Marzo 2012, a causa della nascita della nuova rivista Touring) la rivista di turismo più diffusa in Italia.
- 1974 - Il Touring Club promuove una serie di azioni in favore di parchi nazionali e regionali e porta avanti la sua lotta a favore dei mezzi di trasporto alternativi all'auto: due campagne che vedranno protagonista l'associazione per tutti gli anni settanta e ottanta.

#### 1992-2000
- 1992 - Esce il primo dei Libri Bianchi, una serie di documenti redatti dal Centro Studi del Touring Club Italiano e riguardanti temi fondamentali per il turismo, l'ambiente e i beni culturali.
- 1995 - Il Touring è presente per la prima volta sul web.
- 1996 - Nasce www.touringclub.it, il primo sito internet di un'associazione turistica italiana.
- 1998 - Parte il Progetto Bandiere Arancioni[12], marchio di qualità turistico-ambientale volto alla valorizzazione dei piccoli comuni dell'entroterra. Esce il primo Annuario del Turismo del Touring Club Italiano, importante strumento di conoscenza e di approfondimento su dati e statistiche del settore.
- 1999 - Nasce la Rivista del Turismo, pubblicazione di marketing, economia e statistica del settore. Parte la Penisola del Tesoro, programma territoriale consistente in una serie di visite guidate alla scoperta delle bellezze meno note dell'Italia.

#### 2001-2010
- 2002 - Nasce la Fondazione Italiana del Buon Ricordo, promossa dal Touring Club con lo scopo di difendere e al tempo stesso diffondere la tradizione gastronomica italiana.
- 2003 - Il Touring Club rinnova il suo impegno nel miglioramento e nell'implementazione della segnaletica stradale turistica.
- 2004 - Prima edizione della Giornata Touring,[13] appuntamento annuale in cui l'associazione coinvolge direttamente migliaia di Soci e non in tantissime piazze d'Italia. Il Touring Club partecipa direttamente alla fondazione dell'Osservatorio Parlamentare per il Turismo.
- 2005 - Il TCI lancia l'iniziativa Aperti per Voi, che permette di visitare luoghi d'arte e cultura altrimenti inaccessibili grazie all'attività dei volontari[14].
- 2007 - Nasce il Festival del Turismo Scolastico, legato al concorso Classe Turistica, occasione di coinvolgimento per tutte le scuole d'Italia in progetti di presentazione del proprio territorio e di narrazione dei viaggi di istruzione.

#### 2011-2020
- 2012 - In collaborazione con la National Geographic Society di Washington (USA), a partire dal mese di aprile la rivista mensile QuiTouring si rinnova, assumendo la denominazione Touring. La nuova rivista darà spazio, oltre ai consueti reportage geografici, anche ad una selezione dei migliori articoli delle edizioni internazionali di National Geographic Traveller.
- 2014 - Nasce Digitouring, l'archivio digitale che mette a disposizione i materiali storici del TCI[15].
- 2019 - A marzo il TCI lascia la storica sede di Corso Italia e si trasferisce in Via Tacito, nei pressi della stazione di Porta Romana. L'edificio è poi riconvertito in hotel da Radisson, ma la proprietà resta dell'associazione[16].Sede attuale del Touring Club Italiano, a Milano, in via Cornelio Tacito 6.

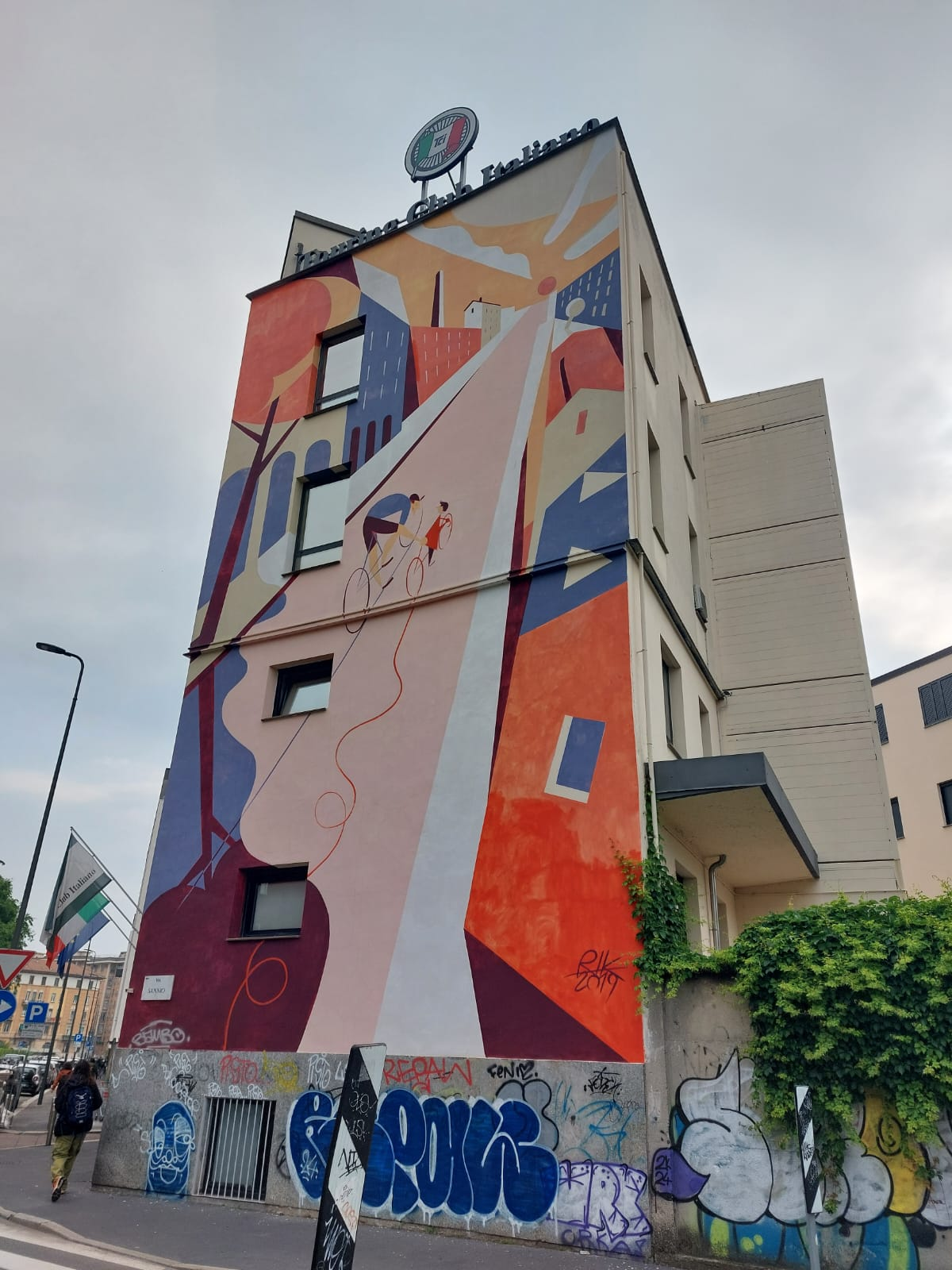
Sede attuale del Touring Club Italiano, a Milano, in via Cornelio Tacito 6.

- 2020 - A marzo, nell'ambito della pandemia di COVID-19, il TCI lancia Passione Italia, l'iniziativa volta a far viaggiare digitalmente gli italiani chiusi in casa durante il lockdown[17].

#### 2021-oggi
- 2021 - Riapre la storica sede di Corso Italia, riconvertita in hotel a cinque stelle da Radisson. Al suo interno ospita un Punto Touring, libreria e agenzia di viaggio.[16]
- 2024 - Il TCI compie il passaggio da associazione a fondazione; da questo momento è formalmente corretto parlare di iscritti al TCI anziché di soci.[1][18][19] A novembre il Touring festeggia 130 anni di storia con un evento tenutosi presso il Tempio di Adriano con la partecipazione del Presidente della Repubblica Sergio Mattarella.[20] Nell'occasione viene annunciato il nuovo presidente della fondazione, Gian Domenico Auricchio; Franco Iseppi acquista il titolo di presidente onorario.[21]

## Descrizione

### Obiettivi e valori
Da oltre cent'anni il Touring Club Italiano si fa portavoce di valori incentrati al rispetto dell'ambiente culturale e naturale e persegue obiettivi che vanno in questa direzione. Nonostante l'associazione sia nata sul finire del XIX secolo, i valori che ne costituiscono le fondamenta sono di estrema attualità e possono essere riassunti come segue:
- Sviluppo del turismo in ogni angolo della penisola, incentivando e sostenendo in particolar modo la scoperta delle bellezze artistico-paesaggistiche meno note e frequentate soprattutto dell'entroterra.
- Salvaguardia del vastissimo patrimonio italiano di storia, arte e natura, educando il turista ad una sua responsabile e corretta fruizione e rendendolo consapevole della sua insostituibilità e importanza per le generazioni future.
- Conoscenza di paesi e culture e diffusione di uno spirito di reciproca comprensione e rispetto fra i popoli che porti ad una crescita umana e culturale di ciascun individuo.
- Estraneità dell'associazione a qualsiasi manifestazione politica o religiosa e ad alcuno scopo di lucro.

### La struttura volontaria
La struttura volontaria rappresenta un vero punto di forza del Touring Club Italiano, un importante canale di contatto tra l'associazione, il territorio e gli iscritti, presenza costante e attiva che non si manifesta solo in una vasta serie di iniziative locali, ma si fa anche portavoce delle realtà, dei valori e delle esigenze locali. I consoli, tra le figure principali della struttura volontaria, sono la voce del Touring Club sul territorio, ma anche la voce del territorio che parla al Touring stesso, in quanto portavoce delle esigenze della propria regione e di come essa possa essere valorizzata. Oltre a prevedere momenti d'incontro con gli iscritti e a portare avanti iniziative locali, i consoli rappresentano importanti punti di riferimento nei rapporti con le pubbliche amministrazioni, con le istituzioni e con i mezzi di comunicazione.

## Attività
Le principali attività del Touring Club Italiano nell'ambito della valorizzazione del territorio, della cultura e del turismo in Italia sono:
- Bandiere Arancioni, certificazione di qualità turistica e ambientale conferita alle piccole località dell'entroterra italiano;
- Aperti per Voi, iniziativa che rende accessibili al pubblico luoghi di cultura altrimenti chiusi, grazie alla rete di volontari;
- Penisola del Tesoro, serie di appuntamenti volta a far scoprire ai partecipanti destinazioni turistiche poco conosciute;
- Cammini e Percorsi, iniziativa volta alla certificazione di cammini e percorsi in Italia.

### Bandiere Arancioni
Il Touring Club Italiano sostiene la valorizzazione e lo sviluppo delle località dell'entroterra tramite le Bandiere Arancioni, certificazioni di qualità turistica e ambientale rivolte a comuni con meno di 15 000 abitanti. L'iniziativa mira allo sviluppo di località interne della penisola che soddisfino una serie di requisiti tali da renderle destinazioni interessanti ma che, essendo al di fuori dei percorsi turistici tradizionali, sono spesso sconosciute ai più. Nel maggio 2024 le Bandiere Arancioni assegnate sono 285.

### Aperti per Voi
L'iniziativa Aperti per Voi permette l'apertura continuativa di luoghi d'arte e cultura (chiese, musei, palazzi, ecc.) altrimenti chiusi al pubblico o scarsamente accessibili, grazie ai 1.600 volontari in tutta Italia. Il progetto inizia nel 2005. Nel maggio 2024 i luoghi di cultura interessati sono 87, sparsi in 34 città italiane, mentre i visitatori accolti dal 2005 sono 23 milioni.
Alcuni luoghi che beneficiano di Aperti per Voi sono: il Palazzo del Quirinale, la Tenuta presidenziale di Castelporziano, Palazzo Borromeo, la Basilica di San Vittore al Corpo, la Chiesa anglicana di Palermo, la Reggia di Portici.
L'iniziativa ha ricevuto i seguenti riconoscimenti:
- 2010 – Patrocinio del Ministero per i Beni e le Attività Culturali[32];
- 2012 – Alto Patronato del Presidente della Repubblica, conferito da Giorgio Napolitano[33];
- 2023 – Premio Europeo per il Patrimonio Culturale / Europa Nostra Award, nella categoria "Citizens Engagement and Awareness-raising"[34].

### La Penisola del Tesoro
La Penisola del Tesoro nasce nel 1999, nell'ottica di dare risalto alle bellezze meno conosciute d'Italia. Si tratta di un programma territoriale che, attraverso una serie di appuntamenti domenicali, porta a percorrere sia le piste meno battute delle grandi città, ma non per questo inferiori in quanto a ricchezza di tesori artistici e reperti archeologici, sia le località della cosiddetta "Italia Minore", gremite ovunque di opere e centri storici di straordinario valore e bellezza, ma poco noti. Nel corso delle visite, inoltre, si ha accesso a botteghe e piccole aziende di prodotti artigianali ed enogastronomici, si partecipa a spettacoli folcloristici, a feste locali e a esibizioni di bande musicali.

### Cammini e Percorsi
Il programma Cammini e Percorsi è volto alla valorizzazione dei cammini italiani, promuovendo il turismo lento e la qualità dell'offerta turistica. Il TCI rilascia una certificazione basata su un modello di analisi che «valuta la qualità complessiva dell’esperienza turistica, dalla segnaletica alla mobilità, dalla fruibilità delle risorse alla varietà dei servizi dedicati al camminatore, dalla governance del territorio alla sua promozione, fino alla manutenzione, pulizia e fruibilità del tracciato stesso». Viene elaborata anche una proposta di intervento (Piano di valorizzazione del Cammino) al fine di migliorare l'esperienza escursionistica.
Nel maggio 2024 i percorsi certificati sono: il Cammino di Celestino, la Via del Giovane sul Cammino di San Francesco di Paola, la Via del Nord sulla Via di Francesco, il Sentiero del Viandante.

### La Giornata Touring
Nel 2004, in occasione del 110º anniversario della nascita del Touring, partì la prima edizione di quello che sarebbe poi diventato un appuntamento fisso, a cadenza annuale, di incontro diretto tra l'associazione, i Soci e il territorio: la Giornata Touring. L'appuntamento, che si tiene nel mese di ottobre, coinvolge migliaia di persone contemporaneamente, dai più piccoli agli adulti, e si svolge in diverse piazze italiane, stimolando la voglia di visita, scoperta e crescita culturale verso i luoghi in cui vivono ma che non sempre si ha modo di conoscere a fondo. La Giornata è diventata così la migliore delle occasioni per rinforzare il legame di unione tra i cittadini e i propri comuni di appartenenza, ricchi di storia e di testimonianze artistiche dimenticate o mai rese note, ma che aspettano solo di poter essere svelate e raccontate.

### Studi, ricerche e archivio storico
Il Touring Club si occupa anche di indagini e dell'approfondimento di temi legati a problematiche di carattere culturale, turistico e ambientale. Le ricerche del Centro Studi sono riconosciute a livello nazionale e vanno da analisi di tipo scientifico a indagini su questioni di attualità come, ad esempio, il funzionamento degli aeroporti e i servizi nei musei, proposte nei Dossier, che vengono pubblicati periodicamente. Attraverso l'Annuario del Turismo e della Cultura il Touring si fa inoltre portavoce di dati e statistiche del settore, fornendo uno strumento per tutti gli operatori pubblici e privati.
L'importante patrimonio documentario raccolto in più di cent'anni di storia trova sistemazione nel Centro Documentazione del Touring Club Italiano. Vi si trovano libri, riviste, carte geografiche, fotografie, cartoline, disegni, ma anche targhe, medaglie, segnaletica e oggetti vari prodotti a partire dal 1894. La raccolta, rara nel suo genere, ha per obiettivo la conservazione e la diffusione di conoscenze ambientali, geografiche, turistiche e culturali. Al fine di valorizzare ulteriormente tutto il materiale a disposizione il Centro Documentazione organizza, direttamente o indirettamente, mostre storiche, documentali ed esposizioni fotografiche, anche di tipo itinerante.
Secondo lo storico dell'intelligence Andrea Vento, il TCI è sorto alla fine dell'Ottocento su iniziativa di un gruppo di ciclisti dei servizi segreti italiani ed ha rappresentato insieme ad altre organizzazioni e associazioni create quasi tutte nello stesso periodo per «promuovere varie forme di turismo», «una perfetta cornice per l'attività dei nostri agenti e fiduciari». Gli agenti ciclisti hanno svolto un ruolo di grande importanza soprattutto alla vigilia della grande guerra, quando l'Italia si stava sganciando dall'alleanza con Germania e Austria per saltare sul carro anglo-francese. In quella fase il turismo a due ruote che poteva muoversi liberamente (e senza destare sospetti) lungo i tornanti delle montagne al confine nord-orientale, costituì per l'esercito italiano la più preziosa fonte di notizie sulla dislocazione delle truppe austriache. A guerra finita Luigi Rusca ha riorganizzato il TCI e sviluppato ulteriormente le sue attività "turistiche".

### Turismo, viaggi e villaggi
Il Touring Club Italiano, tramite una società del gruppo TCI, da qualche anno è presente anche nel mercato del tour operating, proponendo pacchetti organizzati di diverso genere. I viaggi Touring riflettono, nella loro organizzazione, lo spirito e il senso di responsabilità propri dell'associazione, cercando di mettere sempre al centro dell'esperienza del turista l'importanza che ricopre il contatto con le diverse realtà. L'aspetto culturale è quindi di primaria importanza e per questo motivo sono sempre presenti accompagnatori e guide turistiche esperte.

In Italia esistono inoltre 3 villaggi turistici Touring e un residence e si trovano rispettivamente alla Maddalena, a Marina di Camerota, alle Isole Tremiti e a Favignana.
Il Touring Club Italiano propone diversi programmi formativi anche per i viaggi d'istruzione delle scuole: l'offerta prevede tipologie di viaggio differenti, in cui la scoperta e l'apprendimento rappresentano gli ingredienti immancabili perché il contatto con realtà diverse si trasformi sempre in arricchimento; si va dalle grandi capitali europee agli itinerari che si addentrano nelle identità radicate in ogni regione italiana, ma anche itinerari storici e archeologici alla scoperta dei tesori più belli del vecchio continente e stage linguistici di una o più settimane all'estero.

Diverse sono anche le proposte Touring per imparare una lingua straniera fuori dall'Italia, grazie a una serie di accordi con strutture presenti in Gran Bretagna, Irlanda, Malta, Nuova Zelanda, Stati Uniti, Spagna e Germania. Tutti i corsi assicurano anche un forte coinvolgimento nelle diverse realtà locali, aiutando a un naturale apprendimento della lingua fuori dalle aule.

## Attività editoriale

### Editoria turistica
Per quanto riguarda il settore turistico e la geografia l'offerta editoriale del Touring Club è vasta e dettagliata e propone guide adattate a varie tematiche (sport, escursionismo, enogastronomia, cultura ed eventi, arte) e modelli turistici (alberghi, campeggi, weekend).
La prima guida turistica pubblicata dal TCI esce nel 1895 e si intitola Guida-itinerario dell'Italia e di alcune strade delle regioni limitrofe; è un volume tascabile di 390 pagine.

#### Guide rosse d'Italia

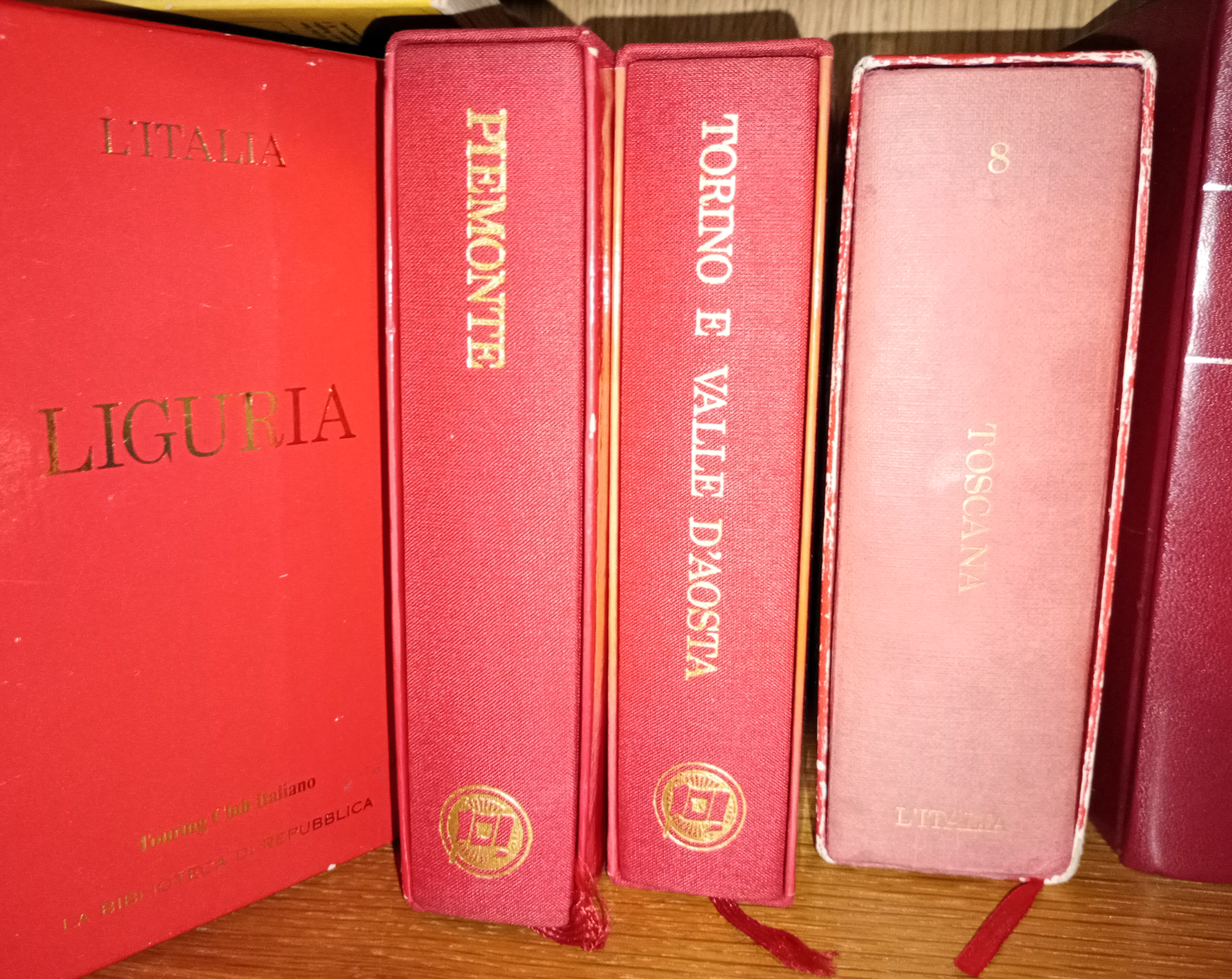
Alcuni volumi delle Guide rosse.

Nate nel 1914 queste guide rappresentano i manuali storici del Touring e sono il frutto di un lavoro molto accurato svolto da geografi ed esperti di storia dell'arte: al loro interno viene descritto dettagliatamente, dal punto di vista artistico-culturale, ogni angolo, monumento o piazza di qualsiasi località della penisola. Per questo motivo le Guide rosse sono state riconosciute come repertorio del patrimonio artistico nazionale a livello ministeriale.

#### Guida Breve d'Italia
La Guida Breve d'Italia, pubblicata dal 1937 al 1953, consisteva in un condensato delle Guide rosse. I tre volumi di cui era costituita corrispondevano a Italia Settentrionale, Italia Centrale, Italia Meridionale, Insulare e Libia. Le ristampe postbelliche del terzo volume comprendevano solo l'Italia Meridionale ed Insulare.

#### Guida Rapida d'Italia
Nel 1958 uscì il primo volume della Guida Rapida d'Italia, che soppiantò la Guida Breve, di cui inizialmente conservò la divisione in tre volumi, portata poi a cinque negli anni Settanta (Nord Ovest, Nord Est, Centro Nord, Centro Sud, Meridione ed Isole) e mantenuta tuttora.

#### Guide Verdi
Nascono negli anni ottanta, quando si verifica in Italia un vero e proprio boom del turismo, e rappresentano le guide più importanti e caratteristiche per il Touring Club. La collana si è evoluta nel tempo ed è decisamente cambiata. Le immagini erano state eliminate del tutto col susseguirsi delle edizioni, per poi essere reintrodotte definitivamente sul finire degli anni novanta. Le Guide verdi rappresentano una via di mezzo tra le Guide rosse e le Guide Oro: sono di tipo culturale, ma hanno appunto anche le illustrazioni; tra le guide prodotte da editori italiani sono le più vendute in quanto in grado di accontentare un pubblico più differenziato. Hanno lo stesso formato della Guida Rapida e coprono aree sia italiane che estere.

#### Guide blu
Nel 2006, sulla scia del grande successo avuto allegando i volumi delle Guide rosse al quotidiano la Repubblica, fu preparata una collana intitolata L'Europa e i Paesi del Mediterraneo, che aveva lo stesso formato delle Guide rosse ma una livrea blu, con tanto di cofanetto. I testi furono in gran parte tratti dalle Guide Verdi.

#### Cartoville
Le Cartoville sono guide agili, pensate per soggiorni di pochi giorni nelle grandi città italiane e straniere, con consigli per organizzare la visita, informazioni pratiche, itinerari tematici e dritte per risparmiare. La sotto-collana Cartoville Family (come Roma con i bambini) si focalizza su esperienze adatte a famiglie con bambini. La collana è tradotta dal francese e l'editore originario è Gallimard.

#### City+Map
Nel 2020 il TCI lancia le City+Map, guide essenziali e leggere (80 o 96 pagine), «attente a cogliere i fermenti e i mutamenti della città, andando oltre gli stereotipi». A ogni guida è allegata una carta del centro città. I primi 6 titoli riguardano: Amsterdam, Berlino, Londra, Madrid, Napoli e Parigi. Nel maggio 2024 la collana conta 14 titoli, riferiti a destinazioni italiane ed europee.

#### Le Routard / Il Viaggiatore
Dal 1998 il TCI è l'editore italiano delle francesi Guide du Routard.

#### Guide Touring
È la collana che pubblica guide tematiche con itinerari italiani ed europei. Alcuni titoli sono:
- Il mare più bello, anche nota come Guida blu, con le località premiate con le Vele di Legambiente[2];
- Alberghi e ristoranti d'Italia[5][6][8];
- Vinibuoni d'Italia, dedicata ai vigneti autoctoni italiani[12][13][15];
- Borghi da vivere, con le località dell'entroterra italiano certificate dalla Bandiera Arancione[9][10];
- Viaggi in moto, in collaborazione con Moto.it[57][58];
- Europa in camper, in collaborazione con la rivista di camper Pleinair[11].

#### Guide Oro
Sono guide che si definiscono visuali, ossia presentano un rapporto testo-immagine a forte prevalenza dell'immagine; hanno perciò poco testo, ma mostrano quello che si va a visitare.

#### Guide Gialle
Come nelle Guide rosse, anche le Gialle non hanno immagini, ma solo una cartografia con le piante dei monumenti. Il testo, però, è completamente diverso rispetto a quello delle Rosse. All'interno delle guide ogni città viene descritta per quartieri e non esiste un itinerario predefinito, ma c'è la flessibilità di poter decidere di volta in volta quale tragitto effettuare. Le varie schede di descrizione non illustrano i luoghi da un punto di vista esclusivamente artistico, ma ne descrivono anche l'atmosfera e forniscono tutta una serie di consigli pratici e di note particolari come i locali tipici o i vicoli più caratteristici dove passeggiare.

#### Guida dei Monti d'Italia
Il Touring, in collaborazione con il Club Alpino Italiano, ha pubblicato la Guida dei Monti d'Italia, i cui molti volumi descrivono nel dettaglio tutti i gruppi montuosi italiani con i relativi itinerari alpinistici. L'opera è apparsa in due serie, la prima dal pubblicata tra il 1908 e il 1932, la seconda tra il 1934 e il 2013 e conclusasi con la pubblicazione del suo ultimo volume, quello sulle Alpi biellesi e valsesiane.

### Editoria periodica

#### Pubblicazioni odierne

##### Touring
Touring (il viaggio, l'esperienza, la cura) è la rivista mensile distribuita in esclusiva agli iscritti del TCI. Si tratta di una «rivista di turismo e non solo che ogni mese offre in esclusiva agli iscritti reportage, inchieste, rubriche, un almanacco ricco di segnalazioni di mostre, spettacoli ed eventi, senza dimenticare gli approfondimenti su tutte le attività TCI». La rivista è redatta dai giornalisti e dalle giornaliste del TCI; il direttore responsabile è Silvestro Serra. Mario Tozzi è una firma ricorrente del mensile.

##### Mappe
Nell'aprile 2024 il Touring Club Italiano lancia Mappe, rivista-libro trimestrale con «reportage, racconti d’autore, portfolio fotografici e graphic novel, illustrazioni e interviste, saggi, infografiche e ovviamente mappe». Il progetto grafico è curato da XXYstudio.
1. Confini (aprile 2024)[66]
2. Isole piccole (luglio 2024)[67]
3. Spaghetti[68]
4. Sull'acqua[69]
5. Roma eterna futura[70]

### Editoria di varia
Nel novembre 2024 il TCI lancia quattro nuove collane di saggistica, con l'obiettivo di servirsi della geografia come metodo di racconto della realtà. Sono  Andante, Arcipelago, Agorà e Fuoricampo.

#### Andante
- Sentieri sull'acqua. Le origini della cartografia e la nuova immagine del mondo, Sara Caputo, 2024 (Titolo originale: Tracks on the Ocean. A History of Trailblazing, Maps, and Maritime Travel, Profile, 2024).
- Il sale della terra. Una storia della vita in tre elementi, Kerstin Hoppenhaus, 2025 (Titolo originale: Die Salze der Erde. Was drei chemische Elemente mit Kolonialismus, Klima und Welternährung zu tun haben, Carl Hanser Verlag, 2024)
- Al tempo dei giardini. Sogni, simboli e miti d'acqua, María Belmonte, 2025 (Titolo originale: El murmullo del agua. Fuentes, jardines y divinidades, Acantilado, 2024)

#### Arcipelago
- Pensa come mangi. Una filosofia globale del cibo, Julian Baggini, 2024 (Titolo originale: How the World Eats. A Global Food Philosophy, Granta, 2024).
- Prove tecniche di estinzione. Istruzioni per salvare il salvabile, Mario Tozzi, 2025.
- Sentire il mondo. Come gli odori agiscono su mente e emozioni, Hirac Gurden, 2025 (Titolo originale: Sentir. Comment les odeurs agissent sur notre cerveau, Les Arènes, 2024)
- Terra incognita. Una breve storia dell'ignoranza, Alain Corbin, 2025 (Titolo originale: Terra incognita. Une histoire de l'ignorance, Albin Michel, 2020)

#### Agorà
- Il paesaggio che ci riguarda. Un progetto collettivo, un metodo sovversivo, Franco Farinelli, 2024.
- Geografia del gusto. Un viaggio in Italia tra i paesaggi del cibo, Massimo Montanari, 2025.
- Lo stretto indispensabile. Storie e geografie di un tratto di mare limitato, Franco La Cecla, Piero Zanini, 2025.

#### Fuoricampo
- La faglia, Carlos Spottorno, Guillermo Abril, 2024 (Titolo originale: La falla, Astiberri, 2022).
- L'incredibile storia del vino, Benoist Simmat e Daniel Casanave, 2025 (Titolo originale: L'incroyable histoire du vin, Les Arènes, 2022).

#### Geografie
Nel 2020 nasce Geografie, collana dedicata alla narrativa di viaggio attiva fino al 2022 ai temi dell'ambiente e del turismo. I titoli:
- Peregrinos. 33 giorni a piedi sul Cammino de Santiago, di Fabrizio Ardito (2020)
- Il nostro viaggio in Italia, AA. VV. (2020)
- Il pianeta che cambia. Il futuro è già qui, AA. VV. (2020)
- I custodi della bellezza. Prendersi cura dei beni comuni. Un patto per l'Italia tra cittadini e istituzioni, di Gregorio Arena (2020)
- Ho fatto un giro. Diario di una corsa fuori stagione, di Gino Cervi (2021)
- 377 project. La Sardegna on the road con una bicicletta e un ukulele, di Sebastiano Dessanay (2022)
- Il controcanto italiano. Luoghi e persone per gustare l'Italia, di Giovanni Frau (2022)

#### Touring Junior
Touring Junior è la collana del TCI rivolta a un pubblico dai 3 ai 10 anni.

### Podcast

#### Passo Passo (2022)
Serie podcast in cinque episodi, in collaborazione con Chora Media e Cristina di Canio in veste di speaker. Si racconta la storia del TCI, e quindi del turismo in Italia, anche grazie agli interventi e alle testimonianze di chi ci lavora.

### Newsletter

#### A tu per Touring
Newsletter mensile con «spunti per riflettere e interpretare il mondo e la nuova geografia del nostro tempo, idee per ispirare un uso creativo e originale del tempo libero, suggerimenti per orientare progetti di svago e di vacanza».

#### Gusto Touring
Da luglio 2024.